# María de Lourdes Santiago Negrón
Maria de Lourdes Santiago Negrón (Adjuntas, 13 de novembre de 1968) és una advocada i política porto-riquenya, senadora i vicepresidenta del Partit Independentista Porto-riqueny.
Va créixer a Adjuntas, d'on és la seva família, que estava adscrita al Partit Popular Democràtic (PPD), però ella i la seva germana Carmen es van afiliar al PIP. Llicenciada pel Departament de Drama i l'Escola de Dret de la Universitat de Puerto Rico, va treballar amb Víctor García San Inocencio com a assessora legislativa del Partit Independentista Porto-riqueny del 1997 al 2004. El 2000 fou candidata per San Juan a la Cambra de Representants. El gener de 2001 va ser elegida vicepresidenta del Partit Independentista Porto-riqueny. Com a part dels actes civils de desobediència que van provocar el cessament de les pràctiques de la Marina dels Estats Units a l'illa de Vieques, va dirigir un grup de joves que van entrar a la zona restringida l'abril del 2002, fet que va ocasionar que estigués trenta dies a la presó.
Es va convertir, després de les eleccions del 2004, en la primera dona independentista elegida pel Senat on treballà en temes d'addiccions, salut mental, ambient, economia, assumptes de gènere i l'estatus politic de Puerto Rico.
El 2012, va tornar a ser senadora electa, amb 137.980 vots que la van col·locar en quarta posició entre els 11 senadors per acumulació. Va ser superada només pel president sortint del Senat, Thomas Rivera Schatz, el president entrant, Eduardo Bhatia del PPD, i el nou senador Angel Rosa del PPD. Maria de Lourdes Santiago ha sigut portaveu de les demandes dels pares d'alumnes d'educació especial perquè puguin fer efectius els drets garantits per llei.
El 2016, fou candidata del Partit Independentista en les eleccions per la Governació de Puerto Rico, convertint-se en la primera dona que aspiraba a aquest càrrec dins del partit. Va ser ratificada juntament amb els seus companys de partit, Hugo Rodríguez pel lloc de Comissionat Resident a Washington DC, Denis Márquez Lebrón per la Cambra de Representants per acumulació i de Juan Dalmau per al Senat també per acumulació.